# Jingzhe
Jīngzhé (pīnyīn), Keichitsu (rōmaji) eller Kyǒngch'ip/Gyeongchip (romaja) (traditionell kinesiska: 驚蟄; förenklad kinesiska: 惊蛰; japanska: 啓蟄; koreanska: 경칩; vietnamesiska: Kinh trập; bokstavligen ”insekterna vaknar till liv”) är den tredje solarperioden i den traditionella östasiatiska lunisolarkalendern (kinesiska kalendern), som delar ett år i 24 solarperioder (節氣). Jingzhe börjar när solen når den ekliptiska longituden 345°, och varar till den når longituden 360°. Termen hänvisar dock oftare till speciellt den dagen då solen ligger på exakt 345° graders ekliptisk longitud. I den gregorianska kalendern börjar jingzhe vanligen omkring den 5 mars och varar till omkring den 20 mars.

## Pentader
Varje solarperiod kan indelas i tre pentader (候): Första pentaden (初候), andra pentaden (次候) och sista pentaden (末候). Ett år har alltså 72 pentader och för jingzhe gäller:
Kina
- Första pentaden: traditionell kinesiska: 桃始華; förenklad kinesiska: 桃始华 (pīnyīn: Táo shǐ huá) (”persikorna börjar blomma”)
- Andra pentaden: traditionell kinesiska: 倉庚鳴; förenklad kinesiska: 仓庚鸣 (pīnyīn: Cāng gēng míng) (”gyllingarna sjunger klart”)
- Sista pentaden: traditionell kinesiska: 鷹化為鳩; förenklad kinesiska: 鹰化为鸠 (pīnyīn: Yīng huà wéi jiū) (”örnar förvandlas till duvor”)

Japan
- Första pentaden: japanska: 蟄虫啓戸 (romanisering: Chitchū kei to) (”övervintrande insekter vaknar”)
- Andra pentaden: japanska: 桃始笑 (romanisering: Momo Hajime Emi) (”persikorna börjar blomma”)
- Sista pentaden: japanska: 菜虫化蝶 (romanisering: Na mushi-ka chō) (”larver blir fjärilar”)